# Entschuldigungsgrund
Als Entschuldigungsgründe werden im deutschen Strafrecht bestimmte Umstände bezeichnet, bei deren Vorliegen die individuelle Vorwerfbarkeit sehr weit herabgesetzt ist und die Tat daher nicht mehr strafwürdig erscheint. Im Gegensatz dazu lässt ein  Schuldausschließungsgrund den Schuldgehalt der Tat vollständig entfallen (Exkulpation).
Diese Entschuldigungsgründe sind insbesondere:
- entschuldigender Notstand (§ 35 StGB)
- Notwehrüberschreitung (§ 33 StGB)
- dienstliche Anordnungen/Weisungen/Befehle (Nötigungsnotstand)
- entschuldigende Pflichtenkollisionen
- Unzumutbarkeit normgemäßen Verhaltens (insbesondere bei Fahrlässigkeitsdelikten)

Beispiele für Schuldausschließungsgründe:
- unvermeidbarer Verbotsirrtum (§ 17 StGB)
- Schuldunfähigkeit

Anders als bei den Entschuldigungsgründen entfällt bei Eingreifen eines Rechtfertigungsgrundes (Hauptbeispiel: Notwehr) bereits die Rechtswidrigkeit der Tat. 